# Glossopteridales
Las Glossopteridales fueron un orden, ya extinto, de plantas dentro de las Spermatophyta (plantas con semillas). Se cree que aparecieron y dominaron la flora en el Pérmico al sur de Gondwana, y que se extinguieron en el Triásico.
El género mejor conocido es Glossopteris. Hojas lanceoladas o espigadas, de lámina entera, con una nervadura central formada por múltiples venas paralelas (una falsa vena media) y venación secundaria anastomosada. El género Gangamopteris es similar a Glossopteris pero carece de vena media central. 
Fueron árboles característicos y dominantes del supercontinente Gondwana, un grupo considerado una gimnosperma (tipo pteridosperma) o una antofita (angiosperma ancestral). Se trataba probablemente de una especie inmigrante de la franja paleoecuatorial (ver:Pensilvánico), descendiente de Lesieya, una planta que vivía fuera de los ambientes pantanosos del Pensilvánico. Fue utilizada por Alfred Wegener como prueba de que los continentes habían formado el supercontinente Pangea en el pasado.
A diferencia de los árboles actuales, los hace tiempo extinguidos Glossopteris vivían en grupos de hasta un millar por acre a apenas 20 o 25º del Polo Sur, una latitud en la que no recibían luz solar durante la mitad del año. 
En cuanto a cómo lucían, Glossopteris se elevaba estrechándose hacia arriba. En lugar de pinochas, tenían anchas hojas lanceoladas que caían al suelo a fines del verano. No se sabe si estas hojas cambiaban de color pero parece probable que sí. Las fructificaciones aparecen asociadas a las hojas.
Vivieron en una época en que el clima antártico era mucho más cálido, aunque los árboles tenían también que sobrevivir a un régimen extremo de luz solar, bastante baja durante medio año y total oscuridad durante el otro medio. 
Los anillos fosilizados de estos árboles revelan que los Glossopteris crecían continuamente cada verano, para detenerse abruptamente en el invierno. El crecimiento secundario se daba en "cuñas" de xilema.
Los modernos árboles de hoja caduca retardan su crecimiento y luego lo detienen cuando llega el tiempo frío.